# 치칼롭스크

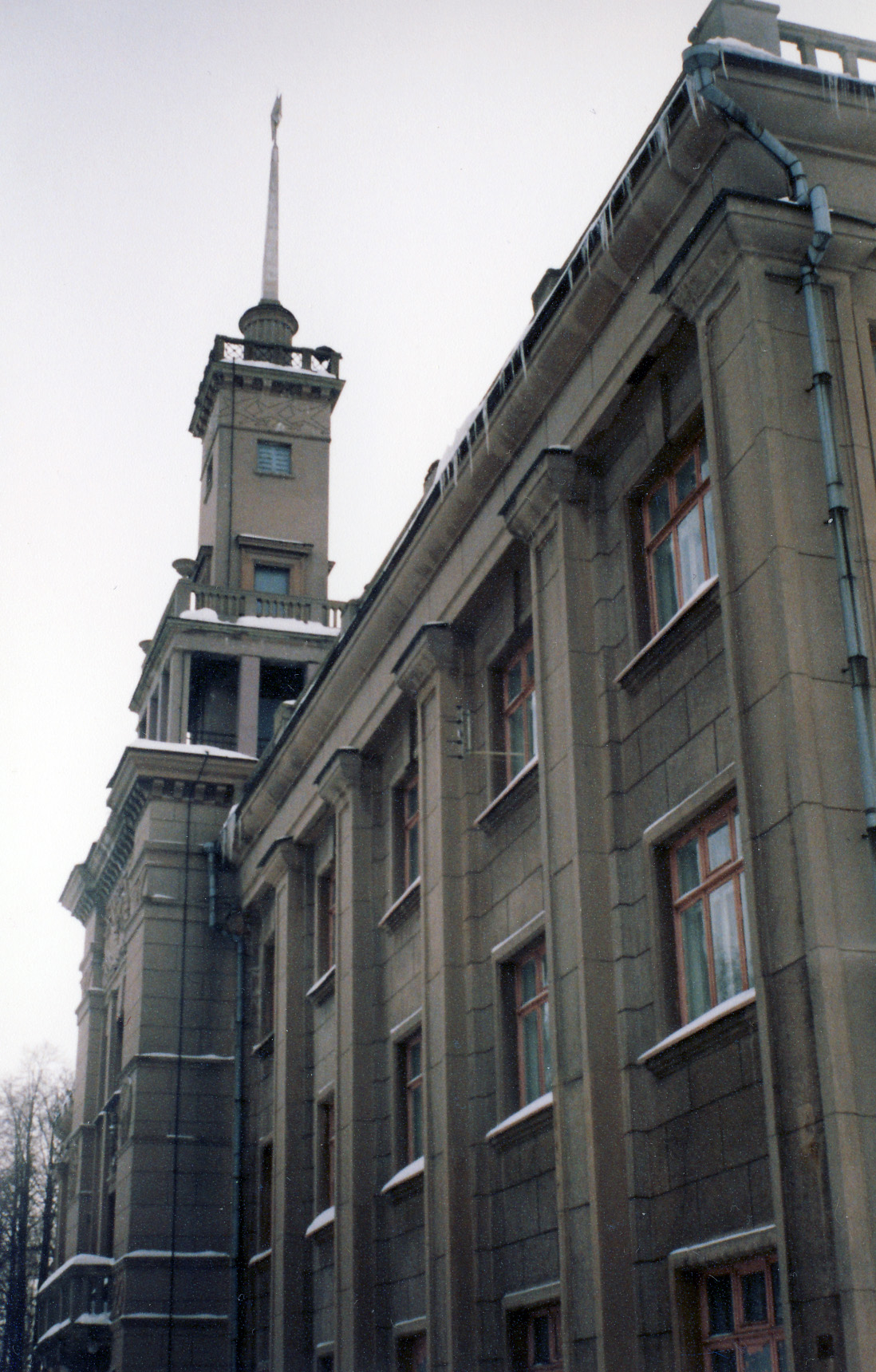
Palace of Culture named Valery Chkalov

치칼롭스크(러시아어: Чкаловск)는 니즈니노브고로드주의 도시로 볼가강에 면해있다. 니즈니노브고로드에서는 북서쪽으로 95km지점에 위치해 있다. 인구는 약 1만5,000명(1992년)이다.
옛날에는 바실레바슬로보다(Василева-Слобода) 또는 바실레보(Василево)로 불렸지만, 1937년에는 유명한 비행사 발레리 치칼로프의 이름을 따서 치칼롭스크라고 이름이 붙여졌다.

## 역사
원래 바실레바슬로보다의 이름은, 12세기 이 땅에 보초 기지를 쌓아 올린 바실리 유리에비치 공의 이름에서 유래되었다. 14세기부터 18세기까지는 슈이스키 공의 영토였다. 그 뒤에는 모스크바의 수도원의 땅에 속했다.
1955년, 치칼롭스크는 도시에 승격된다. 그 후 고르키 수력 발전소의 건설에 따라 마을의 대부분이 수몰되어서 새로운 장소에 근대적인 도시가 건설되었다.
1940년에 문을 연 발레리 치칼로프 박물관이 있다.